# 겸와재
겸와재(침류헌)는 대한민국 경상북도 청송군 현동면에 있다. 2009년 9월 1일 청송군의 문화유산 제10호로 지정되었다.

## 개요
영양남씨 청송입향조 남계조의 차남인 겸와 남수를 기리기 위해 후손들이 1700년경 건립하고 1947년 중건한 건물이다.